# Observatorio de Foggy Bottom
El Observatorio de Foggy Bottom es un observatorio astronómico propiedad y operado por la Universidad Colgate. Su código IAU es 776. Construido en 1951, está ubicado en Hamilton, Nueva York